# 東勢大橋龍馬
東勢大橋龍馬，是臺灣臺中市銜接東勢區與石岡區東勢大橋的四座鎮橋獸塑像，由楊英風設計，1962年安座後成為東勢意象的代表。

## 意象

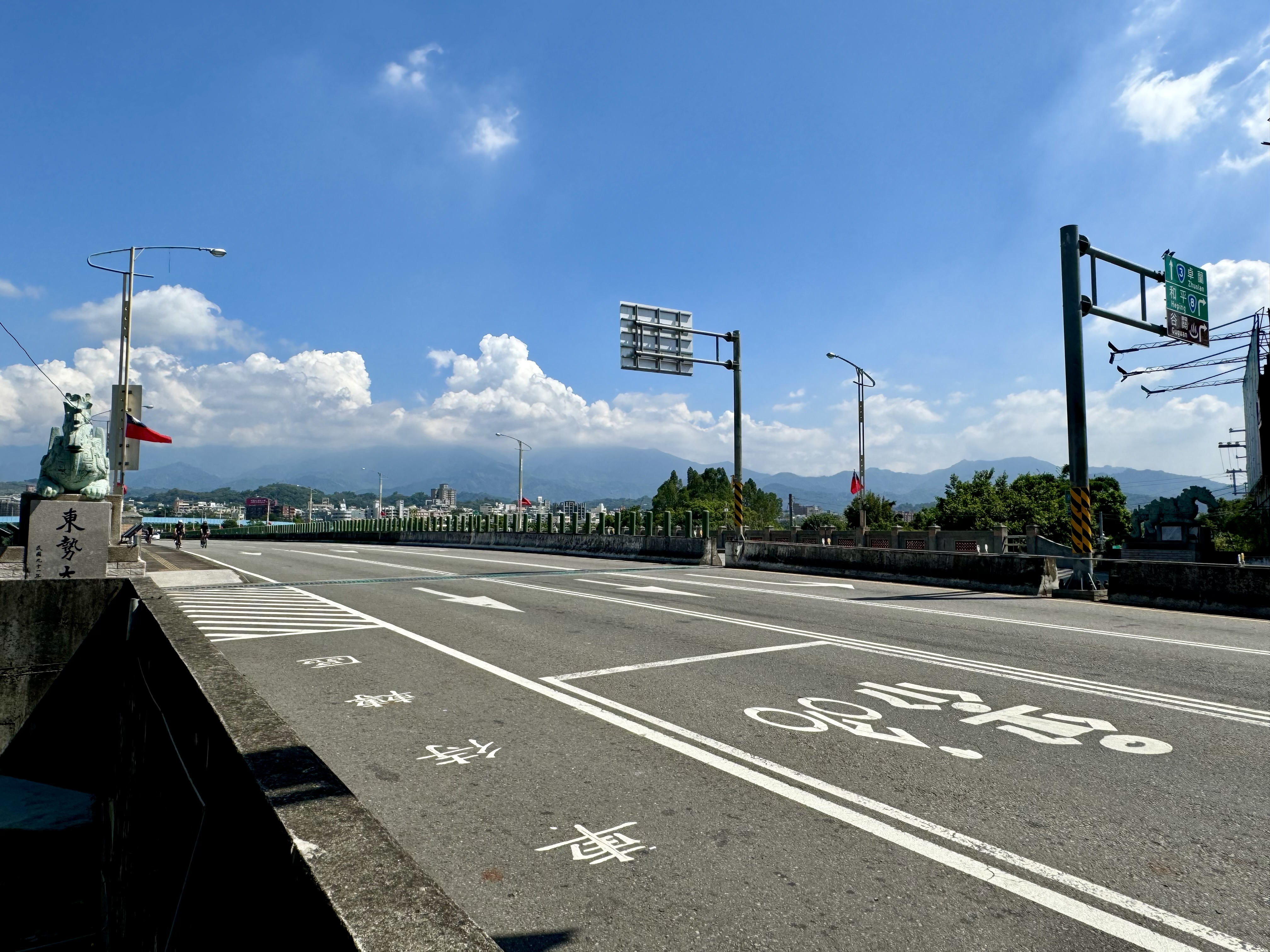
東勢大橋石岡端

外地人到東勢，首先入目就是東勢大橋的四座龍馬雕塑。這是公路局在1962年興造該橋時，為配合觀光事業發展，請楊英風設計的。當初斥資二十幾萬元，為水泥材質，橋欄杆形式也配合其鱗甲紋路。
在1962年報導11月30日東豐大橋通車時，雕塑起初以「飛龍」稱呼。東勢人視為祥瑞的龍馬精神、返回故鄉的代表。除東勢鎮徽外，連東勢旅北同鄉會、甚至學校校徽，都以此些雕像作象徵。如退休老師蘇生勇的九二一地震心理重建志工站取名「龍馬站」、當地產的高接梨取名「飛龍梨」、前鎮長張錦湖2004年競選立委時作為吉祥物、2016年發售的龍馬悠遊卡。

## 保存
東豐大橋在九二一大地震中重創後，2000年6月7日新橋東勢大橋發包時，東勢鎮本街重建委員會提出保留這些雕塑。6月30日拆除舊橋後，四座塑像暫時安置於大甲溪畔。8月，石岡鄉長謝震穎行文公路局，表達石岡人想分兩座保存。
不支持保存者則認為塑像不像龍又不像馬，是不正之物，破壞東勢鎮風水。像怪罪塑像讓東勢長年未得大樂透頭獎、兩名出身東勢鎮的中央級民意代表任期不到就死亡、龍馬「發威」造成九二一大地震等。地方還因不平靜，為塑像綁上紅彩帶來解套。
為是否要保留，東勢鎮公還進行過民調，結果是過半民眾主張保留。重建期間，2001年8月11日，地方更在東勢鎮舊火車站前廣場舉辦晚會，活動就叫「東勢特產文化及龍馬精神」。2002年春節期間，民眾在塑像貼上「鎮守要塞隔江望、災後復建喜相逢」的春聯。2002年1月30日，重新安座。

## 原型
依楊英風美術館館長王維妮講解，塑像原型在陽明山。其名稱與造型取自「龍馬銜甲，赤文綠色」，外型也和東勢狹長的地形相似。東勢警官許伯祿認為這便是龍生九子的蚣蝮，古人多做橋柱圖飾。
東勢人從台北市民簡泳玄得知原型在陽明山後，東勢區長徐佩鈴2016年7月底便發起將之移到東勢的請願。但因原型採用玻璃纖維製作，搬動易脆，此計畫暫停。